# Gossau-Dorf
Gossau-Dorf ist einwohnermässig die grösste Wacht der Gemeinde Gossau (Bezirk Hinwil) im Kanton Zürich in der Schweiz. Seit 1789 ist es auch der Sitz der Gemeindebehörden, also der Kirchen-, Schul- und politischen Behörden.

## Wappen von Gossau-Dorf
Der silberne Ball mit gelben Band auf schwarzem Grund, geht auf ein Adelsgeschlecht zurück, nämlich auf das Wappen der Familie Schmied aus Wetzikon. Ableger dieses Geschlechtes sind ab 1204 in Zürich bezeugt und haben seither Bürgermeister, Ratsherren und Landvögte gestellt. Ab 1627 tauchen die Schmieds als Inhaber der Burg und Herrschaft Kempten (Wetzikon) auf, womit sie auch in den Besitz der Helfereipfrund Gossau gelangen (In einer Helferei lebten die Hilfspfarrer). Mitglieder der Familie werden so in Gossau heimisch und steigen im 17. Jahrhundert sogar zur Führungselite des Dorfes auf.

## Geographie
Das «Berg» genannte Zentrum von Gossau-Dorf mit der Kirche liegt auf einem grossen Drumlin, der nach Süden steil abfällt und ans Gossauer Riet grenzt. Nach Norden läuft der Moränenhügel aus der letzten Eiszeit flach aus, um dann in einen weiteren Drumlin überzugehen.

## Geschichte

### Mittelalter
Die früheste namentliche Erwähnung von Gossau-Dorf, «cozeshouva», findet sich in einem Dokument, das im Jahr 777 die Existenz einer ersten Kirche bezeugt. Das legt nahe, dass die Gegend im 8. Jahrhundert vollständig christianisiert war und dass Gossau-Dorf eine Siedlung war, der man eine höhere Bedeutung zumass. Die Bauern von Cozeshouva waren Leibeigene des Klosters St. Gallen, dem die alamannische Beata-Landolt-Sippe den Hof vermacht hatte. Ihnen stand genügend Pachtboden zur Verfügung, um eine ertragreiche Landwirtschaft zu betreiben. Im Verlauf des Mittelalters und der frühen Neuzeit konnten sie sich dank der Dreifelderwirtschaft einen gewissen Wohlstand erarbeiten. Bei diesem Anbausystem bewirtschafteten die Bauern ihre Felder gemeinsam, was der Entwicklung hin zu einer Dorfgemeinde förderlich war. Die wirtschaftliche Stärke von Gossau-Dorf führte zur Ansiedlung ehafter Gewerbe wie Tavernen, Mühlen, Metzgereien etc. Die Inhaber dieser Betriebe verfügten über eine Monopolstellung, die ihnen oft zu verhältnismässigem Reichtum und einer privilegierten Position im Dorf verhalf.

### Neuzeit
18. und 19. Jahrhundert

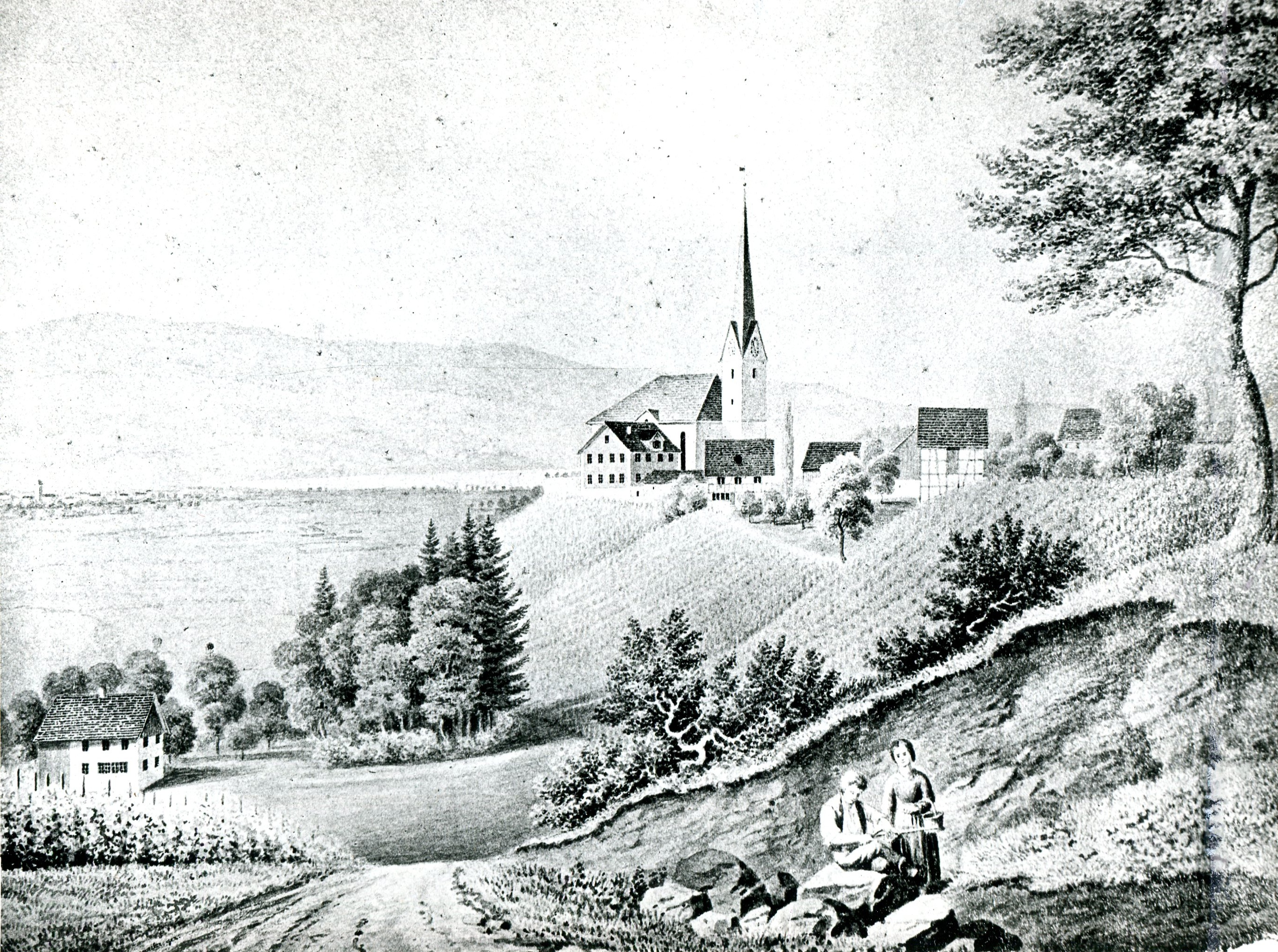
Weinanbau im Gossau des 19. Jahrhunderts.

Gegen Ende des 18. Jahrhunderts verlegten sich auch die Bauern in Gossau-Dorf auf die Milchwirtschaft, die fortan das wichtigste Standbein war. Die sonnige Lage ihres Dorfes erlaubte es ihnen zudem, Weinreben anzupflanzen, ein lukrativer Nebenerwerb. Mit der Zeit wurden die Rebhänge und -flächen so zahlreich, dass der Ort im 19. Jahrhundert als Weinbauerndorf galt. Der Rebbau erlebte allerdings nur eine kurze Blüte: Mit dem Bau der Eisenbahn in der Mitte des 19. Jahrhunderts konnten qualitativ bessere Weine zu günstigeren Preisen importiert werden. Darüber hinaus bekam man Schädlinge wie die Reblaus nicht in den Griff.
Während der Industrialisierung im frühen 19. Jahrhundert entstanden in Gossau-Dorf neben der verbreiteten Heimarbeit kleine Textilfabriken. Oft wurden sie von Ferggern gegründet, die zuvor als Mittelsmänner zwischen Tuchhändlern und Heimarbeitern zu einem ansehnlichen Vermögen gekommen und zu Mitgliedern der dörflichen Elite aufstiegen waren. In Gossau-Dorf entstand nun eine neue Gesellschaftsstruktur: Zu den Bauern und Gewerbetreibenden gesellten sich eine bürgerliche, wohlhabende Schicht und eine Arbeiterklasse, die ihr Auskommen in den Baumwollbetrieben fand. Bis zur Mitte des 19. Jahrhunderts hielt der Wohlstand an, dann aber verlor Gossau-Dorf den Anschluss: Die grossen Textilfabriken der benachbarten Gemeinden Wetzikon und Uster machten den lokalen Kleinbetrieben den Garaus, und um solche Grossbetriebe im Ort anzusiedeln, waren die Rahmenbedingungen zu schlecht.  Heim- und Fabrikarbeiter, die ihre bislang sichere Existenz verloren, wanderten ab, es kam zu einer langen Periode des wirtschaftlichen Niedergangs.

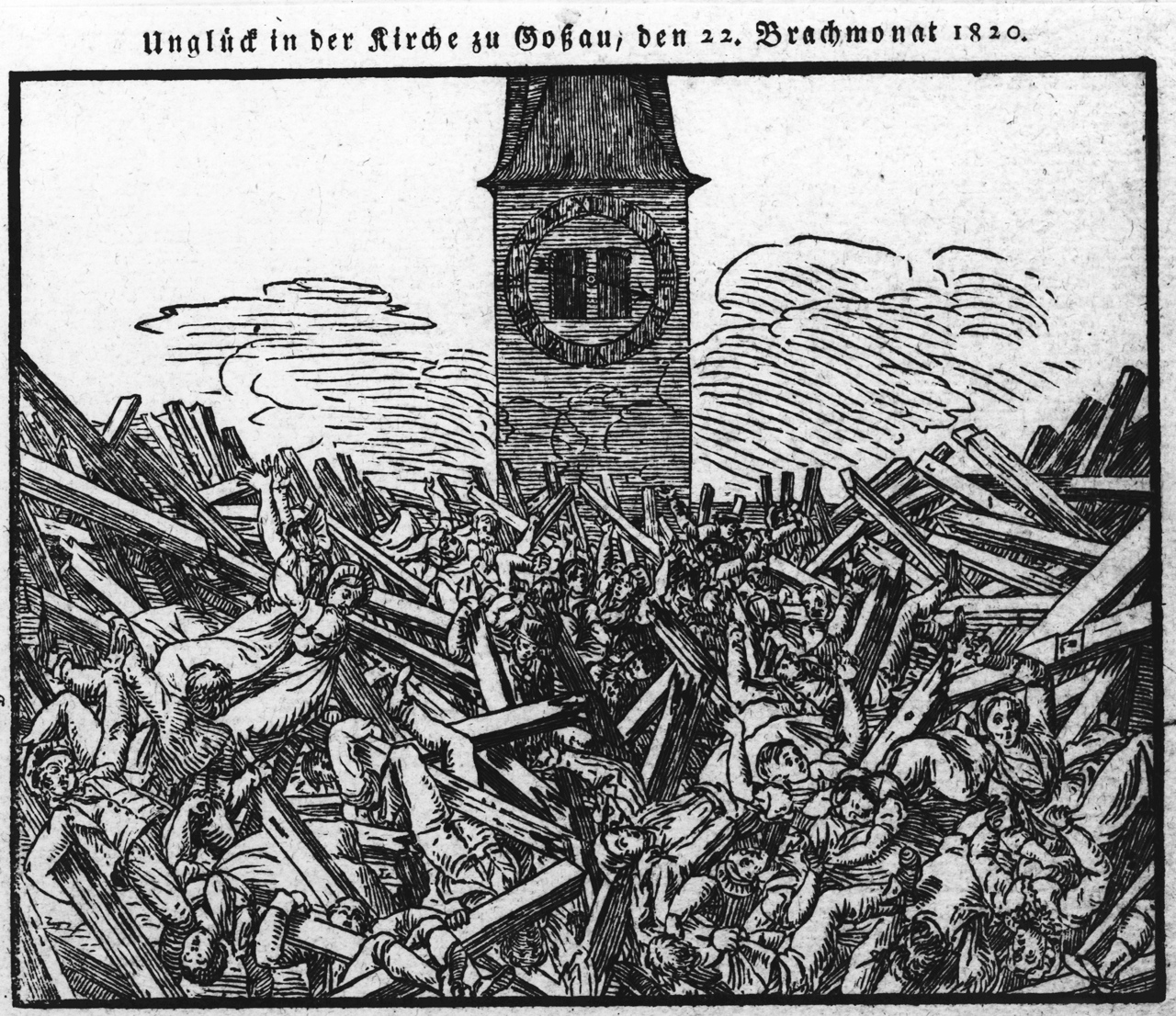
Einsturz des Kirchenschiffes am 22. Juni 1820.

Inmitten der politischen Wirren der nachhelvetischen Zeit spielt sich auf dem Gossauer Berg 1820 ein Drama ab, das in der ganzen Schweiz Entsetzen und eine grosse Solidaritätswelle auslöst. Die Dorfkirche von 1440 wurde in diesem Jahr durch eine grössere, im klassizistischen Stil gehaltene Kirche – das heutige Gotteshaus – ersetzt. Um Geld zu sparen, übergaben die Gemeindebehörden die Bauleitung einer unerfahrenen ehrenamtlichen Kommission statt einem professionellen Baumeister. Nach zehnwöchiger Bauzeit wurde am 22. Juni 1820 die Aufrichte gefeiert, wobei gegen 700 Besucher auf den nur provisorisch befestigten Dachstuhl drängelten. Das Gewicht der vielen Leute war für die Balken zu viel: Sie brachen und die Menschen stürzten in die Tiefe des Kirchenschiffs. 25 von ihnen fanden den Tod, über 300 wurden verletzt.
20. Jahrhundert

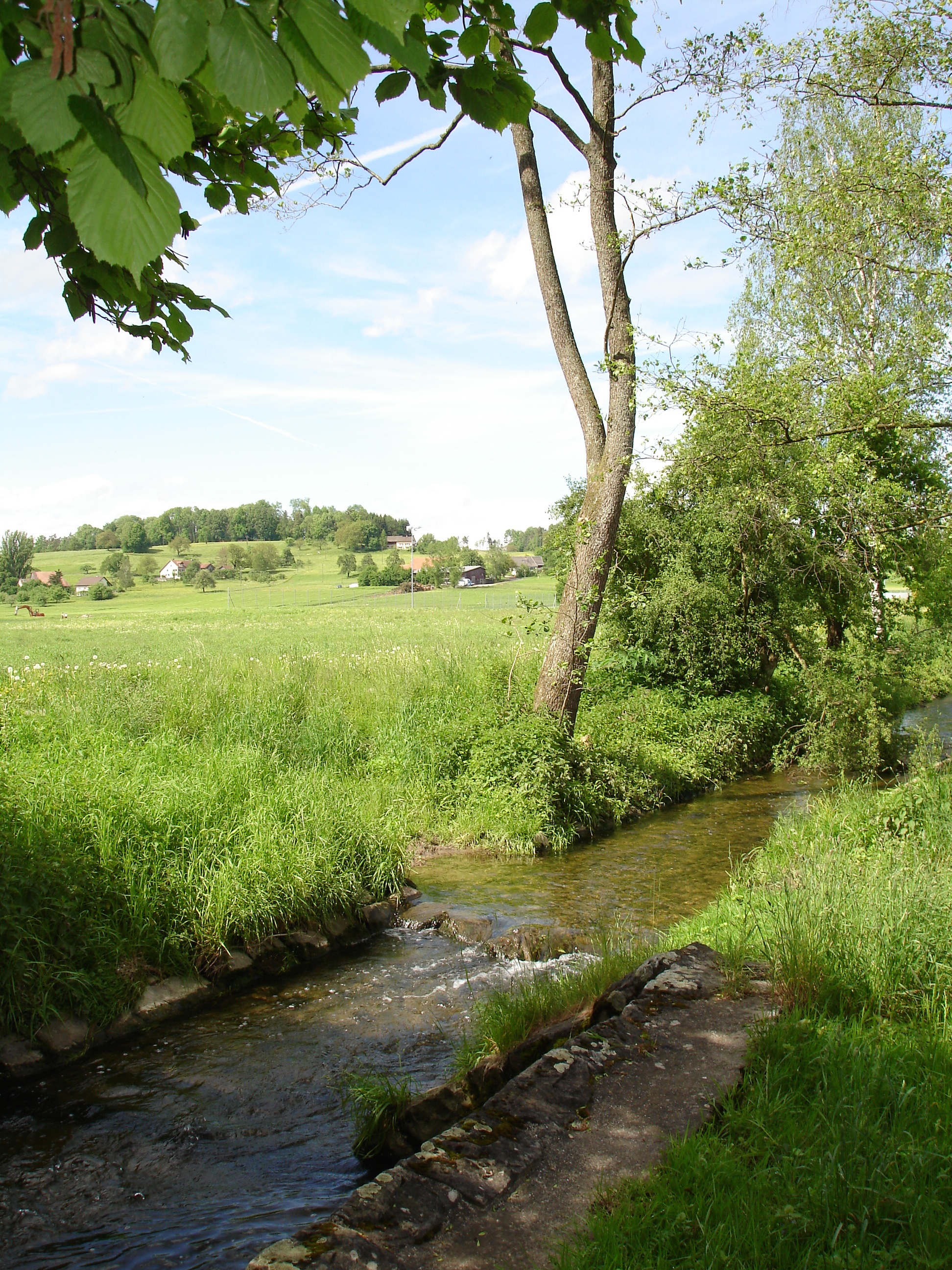
Letzter Rest des Gossauer Rieds.

Mit der Melioration des grossflächigen Gossauer Riets, die 1941 im Rahmen der Anbauschlacht im Zweiten Weltkrieg vorgenommen wurde, veränderte sich die Landschaft um Gossau-Dorf stark. Der Gewinn zusätzlicher Anbauflächen war mit dem Verlust einer prächtigen Naturoase verbunden. In der Nachkriegszeit erholte sich Gossau-Dorf langsam wieder. Die Hochkonjunktur der 1960er Jahre bescherte ihm einen regelrechten Wachstumsschub: Nicht nur wirtschaftlich ging es bergauf, sondern auch bevölkerungsmässig. Neue Gewerbebetriebe, später auch Dienstleistungsfirmen siedelten sich an. Hier hat Gossau-Dorf den Vorteil, dass in seiner Peripherie zum topfebenen Riet genügend Raum für neue Firmengebäude zur Verfügung steht. Heute ist der Gossau-Dorf nicht nur bezüglich der Bevölkerungszahl (4'500 Einwohner), sondern auch wirtschaftlich die dominierende Wacht der Gemeinde.

## Wirtschaft
Die wirtschaftliche Dominanz der Wacht zeigt sich vor allem daran, dass die Gossauer Industriezone in Gossau-Dorf liegt. Hier hat sich seit Jahren eine respektable Ansammlungen kleinerer und mittlerer Unternehmungen – sog. KMU – angesiedelt. Unter anderen eine Firma für Messtechnik, die in den siebziger Jahren von Zürich nach Gossau umgezogen ist. In Zürich wurde der Platz eng und die günstigen Bodenpreise in Gossau lockten das Unternehmen an.